# Hirtodrosophila grisea
Hirtodrosophila grisea är en tvåvingeart som först beskrevs av Patterson och Wheeler 1942.  Hirtodrosophila grisea ingår i släktet Hirtodrosophila och familjen daggflugor.
Artens utbredningsområde är Arizona. Inga underarter finns listade i Catalogue of Life.

## Bildgalleri

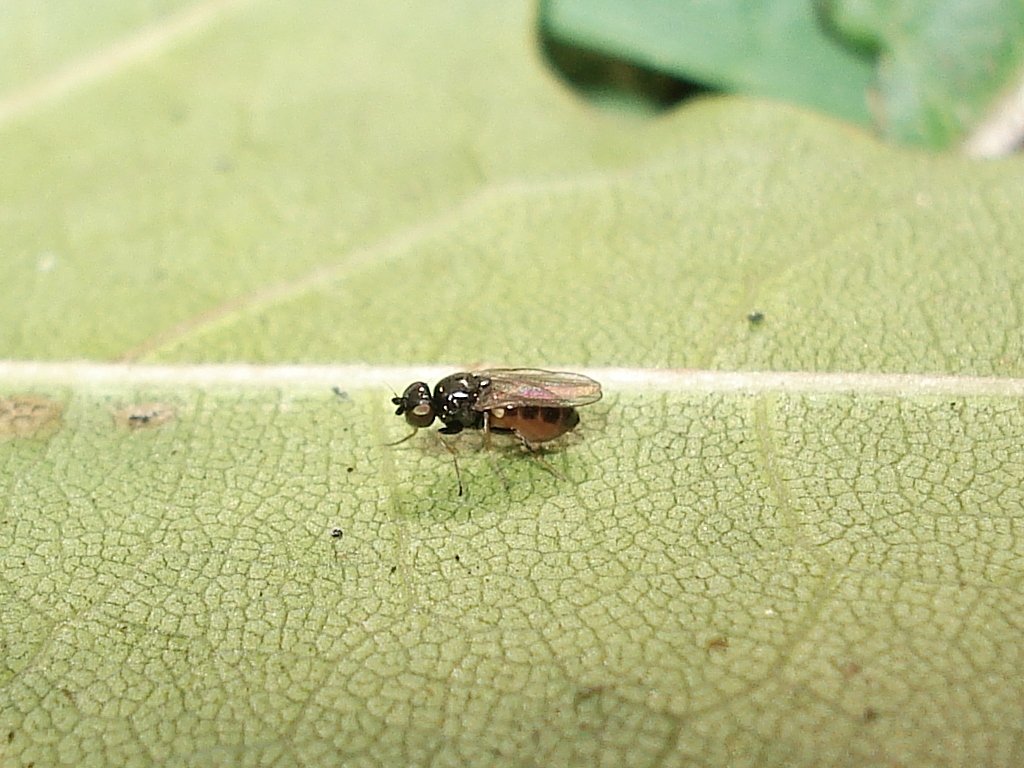
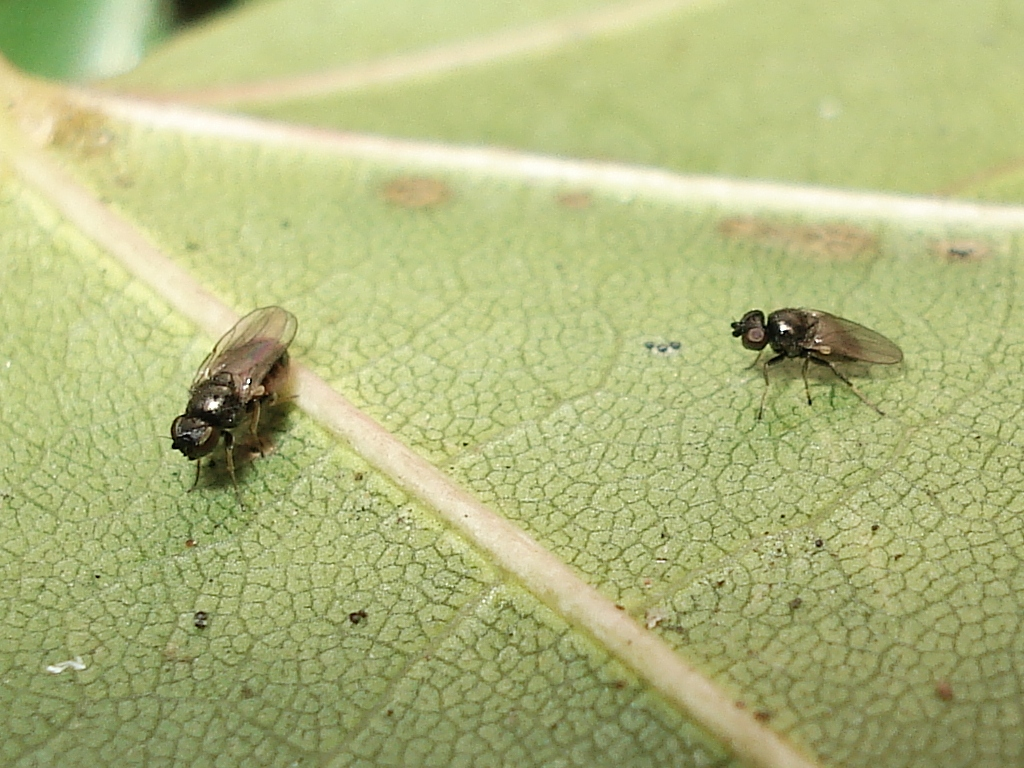